# Matt Cranitch
Matt Cranitch is een Ierse traditionele violist. Hij is geboren in Rathduff, County Cork, Ierland omringd in een familie met muzikale kwaliteiten. Op jonge leeftijd ging Matt al op vioolles.
Na allerlei omzwervingen met zijn muziek vormde hij in 1995 met diatonische accordeon speler Dónal Murphy, die gespeeld had bij Four Men and A Dog en zanger gitarist Tommy O'Sullivan de traditionele groep Sliabh Notes. Eerder speelde hij al in de band Chris Meehan and His Redneck Friends en met Dolores Keane

## Discografie
Met Sliabh Notes:
- Sliabh Notes - 1995
- Gleanntán - 1999
- Along Black Water’s Banks - 2001

Andere albums
- Eastig Seal
- Take A Bow
- Give it Shtick
- The Irish Fiddle Book
- Thomnacht Handed On
- The County Bound (compilatie-album)
- The Land of the Gael